# Sign o' the Times (album)
Sign o' the Times (gestileerd als Sign “☮” the Times) is het negende album van de Amerikaanse popartiest Prince en werd uitgebracht in 1987. Het dubbelalbum was het eerste album dat werd uitgebracht na het uiteenvallen van zijn begeleidingsband The Revolution.

## Algemeen
Het album wordt door veel critici, muziekbladen en fans beschouwd als Prince' beste album. Prince werd vooral geprezen voor zijn sterke composities, die later live sterk tot leven kwamen.
Het materiaal verschilt vrij drastisch van zijn voorganger Parade, vooral omdat het weer grotendeels een soloproject was. De muziek kent aan de ene kant een terugkeer naar de wat rauwere funk uit de tijd van 1999 en aan de andere kant een veel grotere rockinvloed dan Parade. Het album valt echter vooral op door zijn grote verscheidenheid aan composities, sfeer en muziek.
Prince laat zich, vooral in het rauwe en sfeervolle titelnummer, van zijn maatschappijkritische kant zien. Hij is tevens, zoals het lijkt, wat persoonlijker in zijn teksten, wat een weer wat meer volwassen wordende Prince laat horen.
Naast de grote hits Sign o' the Times en U Got the Look, is het album ook bekend voor de latere liveklassiekers Housequake, Forever in My Life en het christelijk-religieus geïnspireerde nummer The Cross.

## Nummers
|     | Disc 1                                   |      |
| 01. | Sign o' the Times                        | 4:56 |
| 02. | Play in the Sunshine                     | 5:05 |
| 03. | Housequake                               | 4:42 |
| 04. | The Ballad of Dorothy Parker             | 4:01 |
|     |                                          |      |
| 05. | It                                       | 5:09 |
| 06. | Starfish and Coffee                      | 2:50 |
| 07. | Slow Love                                | 4:22 |
| 08. | Hot Thing                                | 5:39 |
| 09. | Forever in My Life                       | 3:30 |
|     | Disc 2                                   |      |
| 01. | U Got the Look                           | 3:47 |
| 02. | If I Was Your Girlfriend                 | 5:01 |
| 03. | Strange Relationship                     | 4:01 |
| 04. | I Could Never Take the Place of Your Man | 6:29 |
|     |                                          |      |
| 05. | The Cross                                | 4:48 |
| 06. | It's Gonna Be a Beautiful Night          | 9:01 |
| 07. | Adore                                    | 6:30 |

## Singles
Er werden in totaal vier singles getrokken van het album; Sign o' the Times (18 februari 1987), If I Was Your Girlfriend (6 mei), U Got the Look (14 juli) en I Could Never Take the Place of Your Man (3 november).
Twee van de vier singles kenden een B-kant waarvan het nummer nog niet eerder was uitgebracht: La, La, La, He, He, Hee (B-kant Sign o' the Times) en Shockadelica (B-kant If I Was Your Girlfriend). In beide nummers worden de vocalen verzorgd door Prince' alter ego Camille, op La, La, La, He, He, Hee, en tevens door Sheena Easton.
Sign o' the Times (Nederland: nr. 6, Verenigd Koninkrijk: nr. 10, VS: nr. 3) was in veel landen een toptienhit. U Got the Look (Nederland: nr. 17, Verenigd Koninkrijk: nr. 11, VS: nr. 2), een duet met Sheena Easton, was vooral in de Verenigde Staten een grote hit. If I Was Your Girlfriend (Nederland: nr. 16, Verenigd Koninkrijk: nr. 20, VS: nr. 67) en I Could Never Take the Place of Your Man (Nederland: nr. 22, Verenigd Koninkrijk: nr. 29, VS: nr. 10) waren kleinere hitjes.

## Ontstaan
Tijdens het ontbinden van The Revolution, eind september 1986, was het volgende Prince & The Revolution-album, genaamd Dream Factory al zo goed als klaar. Prince besloot echter om dit dubbelalbum te annuleren. In november van dat jaar bleek Prince alweer een nieuw album klaar te hebben, onder het pseudoniem Camille, met als titel eveneens Camille. Prince veranderde echter van mening en besloot met het nieuwe project Crystal Ball te starten. Dit zou een driedubbelalbum moeten worden, met onder andere nummers van Dream Factory en Camille. Warner Bros., zijn platenmaatschappij, zag dit echter uiteindelijk in verband met commerciële redenen niet zitten, en ze kwamen overeen om een dubbelalbum uit te brengen. Prince haalde zeven nummers van Crystal Ball af en voegde op de valreep het nummer U Got the Look toe. Waarschijnlijk omdat ook het titelnummer werd geschrapt, veranderde Prince de albumtitel in Sign o' the Times.
Uiteindelijk stonden oorspronkelijk acht nummers van Sign o' the Times op Dream Factory, drie op Camille en vijftien op Crystal Ball, met wel de nodige overlappingen.

## Kleuren
De kleuren die bij het project hoorden waren perzik en zwart (peach and black). Deze kleuren komen ook terug in het nummer U Got the Look: "Color U peach and black, Color me takin' aback, Crucial, I think I wantcha". Op de toegangsbewijzen voor de Sign o' the Times Tour stond tevens vermeld dat men zich diende te kleden in perzik en zwart: "Wear something Peach... or Black!".